# ポルポ
『ポルポ』は、2019年2月2日から2020年9月27日までテレビ朝日で毎週日曜 1:00 - 1:30（土曜深夜、JST）に放送されていたトークバラエティ番組である。

## 概要
2012年春から継続放送中の『ナツメのオミミ』『ナツメ・道楽』『夏目☆記念日』『夏目と右腕』『ヤーヌス』『はくがぁる』『Chouchou』に続く、夏目三久MCの深夜バラエティ番組の第8弾。
番組名である「ポルポ」（polpo）はイタリア語で「タコ」を意味するものとしている。タコを擬人化したCGキャラクターのポルポが、人間の世界での疑問について調査し報告する。白のタコツボだらけの白いセットでCGキャラクターと夏目三久がトークする「ファンタジック情報バラエティ」
。
「ポルポ」終了後の夏目三久の深夜バラエティ番組は、放送時間を30分繰り上げた毎週日曜日 0:30の枠で「アニマルエレジー」が放送された。

## 出演者
- 夏目三久

### 登場人物
ポルポ
声 -
年齢・性別・出身地不詳
マリネ
声 -
流行りモノ好きの女子高生
カジージョ（2019年3月24日初登場）
声 - 梶裕貴
駿河湾生まれでメンダコの仲間
サラダ（2019年4月7日初登場）
声 -
ヒョウモンダコの仲間、オーストラリア出身（父：オーストラリア、母：日本）
アタリメ（2019年11月24日初登場）
声 - ハヤシレミ
青森生まれのスルメイカ
十文字ミミィ（2020年4月5日初登場）
声 - 田中美海
キャラクターデザイン - はりかも
ジュウモンジダコの仲間

## ネット局
2020年8月現在
| 放送対象地域 | 放送局                | 系列           | 放送日時                     | ネット状況 |
| ------------ | --------------------- | -------------- | ---------------------------- | ---------- |
| 関東広域圏   | テレビ朝日（EX）      | テレビ朝日系列 | 日曜 1:00 - 1:30（土曜深夜） | 制作局     |
| 岩手県       | 岩手朝日テレビ（IAT） | テレビ朝日系列 | 土曜 0:50 - 1:20（金曜深夜） | 遅れネット |
| 長野県       | 長野朝日放送（ABN）   | テレビ朝日系列 | 火曜 0:50 - 1:20（月曜深夜） | 遅れネット |
| 愛媛県       | 愛媛朝日テレビ（EAT） | テレビ朝日系列 | 木曜 10:30 - 11:00           | 遅れネット |

## 過去のネット局
| 放送対象地域 | 放送局             | 放送日時                     | ネット状況                      |
| ------------ | ------------------ | ---------------------------- | ------------------------------- |
| 福島県       | 福島放送（KFB）    | 金曜 0:50 - 1:20（木曜深夜） | 遅れネット。2020年5月29日まで。 |
| 新潟県       | 新潟テレビ21（UX） | 日曜 10:25 - 10:55           | 遅れネット。2020年5月31日まで   |

## スタッフ
- ナレーション：杉田智和[5]
- 企画：奥川晃弘
- 構成：酒井健作、デーブ八坂、佐藤啓、後藤祐生
- TM：高田格
- TD：蝦名岳文
- カメラ：渡辺晃一
- 音声：吉田有希
- VE：菅野明弘
- 照明：湯浅洋一
- 美術デザイン：山下高広
- 美術進行：吉村純子（/tv asahi create）
- 大道具：副島信太郎、三宅紀之
- CGデザイン：福田隆之、森三平
- EED：川崎剛史、木原浩司
- MA：公文竜之介（TSP）
- 音響効果：佐藤卓嗣
- TK：船木玉緒
- 編成：新谷拓也、大松宏樹
- 宣伝：高橋夏子
- デスク：石田涼子
- 技術協力：下園拓也（/tv asahi servise）、阿部聡也（テレビ朝日メディアプレックス）
- 協力：東京オフラインセンター
- リサーチ：フルタイム
- 制作スタッフ：橋本健、遠山辰之真、川野由衣、山根実乃里
- 制作協力：田辺エージェンシー、ViViA
- ディレクター：辻智博、斎藤ノエル龍佑、秋山務、山本希江、細川顕
- チーフディレクター：井長英嗣
- プロデューサー：佐宗威史、北村麻美、乙黒剛士、伊部千佳子、木山達朗、岡野明子
- ゼネラルプロデューサー：樋口圭介
- 制作著作：テレビ朝日

### 過去のスタッフ
- 構成：大名祥子
- 美術デザイン：小山晃弘
- 大道具：三宅紀之
- 電飾：塚谷将朗
- 編成：西岡佐知子、山本文隆、小谷知輝、高橋陣
- 音響効果：志村夏海
- 制作スタッフ：林寛隆、黒須めぐみ、前田悠気、岡森可南子、日比谷彩未、岩本秀平、山口大、藤原美里、兵頭あゆみ、鬼澤透、吉次昴
- AP：宮澤智美、西山由
- ディレクター：上田昌也、細田謙二、小亀聡史、増本敬
- プロデューサー：福浦大祐